# Ammothea allopodes
Ammothea allopodes is een zeespin uit de familie Ammotheidae. De soort behoort tot het geslacht Ammothea. Ammothea allopodes werd in 1969 voor het eerst wetenschappelijk beschreven door Fry & Hedgpeth. 